# Полет 648 на „Айролиниас Архентинес“
Полет 648 на „Айролиниас Архентинес“ е вътрешен пътнически полет от международното летище Езейза, Буенос Айрес, до международното летище „Норберто Фернандес“, Рио Галегос, Аржентина, управляван „Айролиниас Архентинес“. На 28 септември 1966 г. самолетът „Дъглас DC-4“, който изпълнява полета, е отвлечен над Пуерто Санта Круз от 18 въоръжени перонисти и националисти, които принуждават капитана да кацне на Фолкландските острови (тогава колония на Великобритания) в знак на протест срещу присъствието на Обединеното кралство на островите. На борда на машината има още 20 души пътници и екипаж.
След като кацат, похитителите издигат аржентинското знаме, вземат няколко островитяни за заложници и поискват губернаторът на Фолкландските острови да признае аржентинския суверенитет над островите. Планът обаче не се осъществява, тъй като губернаторът в този ден отсъства, а освен това самолетът спира в грешния край на пистата, което означава, че похитителите не могат да стигнат до сградата на правителството, без да бъдат заловени. Така машината е бързо обкръжена от отбранителните сили и започват преговори, в резултат на което всички заложници са освободени. На 29 септември 1966 г., след преговори чрез католически свещеник, похитителите се предават и са върнати в Аржентина, където са съдени.
Похитителите са осъдени на 26 юни 1967 г., но получават леки присъди и са освободени след девет месеца в предварителния арест. В резултат на инцидента Обединеното кралство засилва военното си присъствие на островите и добавя препятствия на пистата, за да се предотврати кацането на самолети. Около и след 40-ата годишнина от отвличането част от официалните власти в Аржентина одобряват декларация за почит към похитителите и отпускат „месечни социални пенсии“ на тях и на техните семейства. През 2016 г. президентът Кристина Фернандес де Киршнер показва едно от аржентинските знамена, което е издигнато на островите по време на инцидента.